# Parafia Miłosierdzia Bożego w Kazimierzy Wielkiej
Parafia Miłosierdzia Bożego – parafia rzymskokatolicka w Kazimierzy Wielkiej. Erygowana w 1998 z parafii Podwyższenia Krzyża Świętego w Kazimierzy Wielkiej.

## Msze Święte
Msze Święte w niedziele:
- 8.00
- 10.00
- 12.00
- 17.00